# أطة قلعة

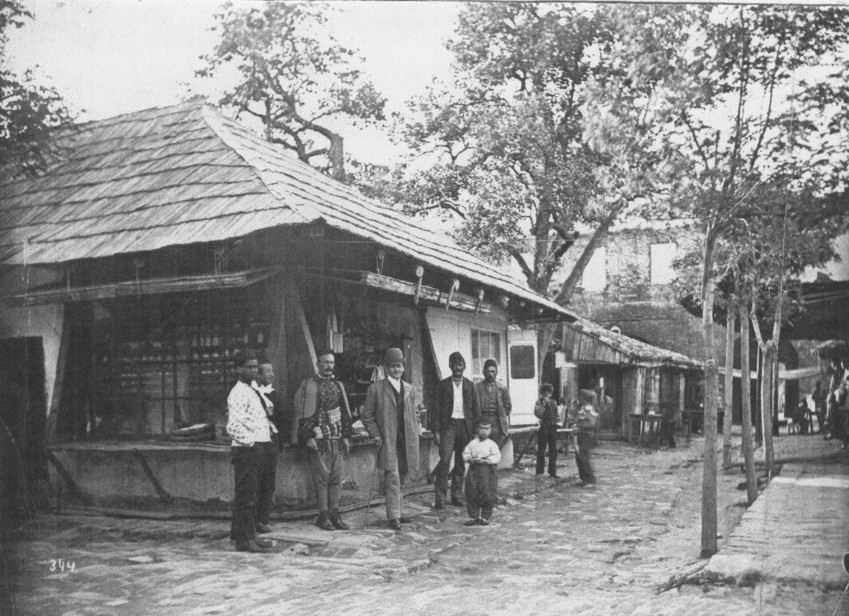
أطة قلعة

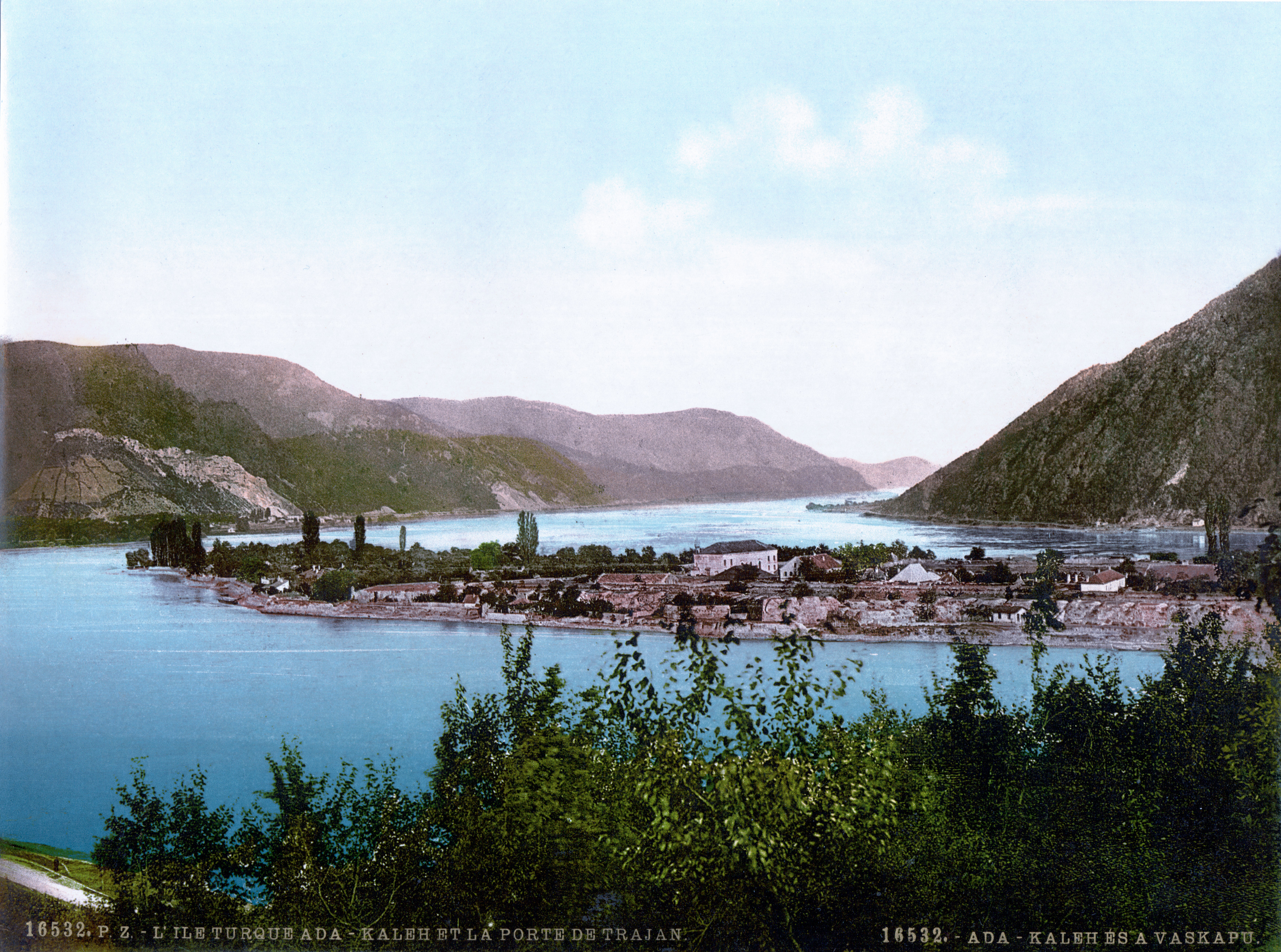
أطة قلعة

أطة قلعة أو قلعة أطة (بالتركية العثمانية: آطه قلعه)‏ باللغة التركية (Adakale) كانت جزيرة صغيرة تقع على نهر الدانوب معظم سكانها من الأتراك، التي غرقت بسبب بناء بوابة محطة الكهرباء الحديدية الأولى الكهرومائية في عام 1970. وكانت تَبعد المصب حوالي 3 كم من مصب أورشوفا.
جزيرة أطة قلعة، هي على الأرجح الضحية الأكثر إثارة بسبب بناء البوابة الحديدية (دانوب). وكانت جيب داخلي تركي، كان لديها العديد من المساجد والأزقة الملتوية، وكانت معروفة وكميناء حر وعش للمُهربين. عاش العديد من الجماعات العرقية الأخرى هنا بجانب الأتراك. وبلغ طول الجزيرة 1,7 كم وبعرض 500 متر.

## التاريخ
في 1699، أصبحت الجزيرة تحت سيطرة الدولة العثمانية، ولكن 1716-1738 تم استعادتُها من قبل النمساويين، وتم بناء حصن أورشوفا الجديد من قبل (Nicolaus Doxat de Démoret) ، عقيد نمساوي من أصل سويسري. بعد حصار دام أربعة أشهر في عام 1738 استعادت الدولة العثمانية الجزيرة مرة أخرى، وبعد ذلك قامت النمسا بإعادة الاستيلاء عليها في عام 1789، لكنها اضطرت لإرجاع الجزيرة إلى الدولة العثمانية، وفقا لمعاهدة سيستوفا في 4 أغسطس 1791، الذي أنهى الحرب النمساوية التركية (1787-1791).
في 24 يوليو 1923، تخلت تركيا رسميا عن أطة قلعة إلى رومانيا حسب المادتين 25 و 26 من معاهدة لوزان، من خلال الاعتراف رسميا الأحكام المتصلة في معاهدة تريانون.
قام الملك كارول الثاني بزيارة للجزيرة في عام 1931، ورئيس وزراء تركيا سليمان ديميريل في 13 سبتمبر 1967.
اعتمدوا السكان في المقام الأول على زراعة التبغ وصيادة الأسماك، والسياحة، في سنواتها الأخيرة قبل الغرق، وتراوح عدد سكان الجزيرة ما بين 600 و 1000 نسمة.
وقد بُني مسجد أطة قلعة، الذي يرجع تاريخه إلى عام 1903، في موقع دير الفرنسيسكان في وقت سابق. نقلت السجادة من المسجد، وهو هدية من السلطان التركي عبد الحميد الثاني، إلى مسجد كونستانتسا في عام 1965.